# Cannomois
Cannomois là một chi thực vật có hoa trong họ Restionaceae.